# Titularbistum Iasus
Iasus (ital.: Jaso) ist ein Titularbistum der römisch-katholischen Kirche.
Es geht zurück auf ein früheres Bistum der antiken Stadt Iasos an der Küste Kariens, in der heutigen Türkei. Es war ein Suffraganbistum des Metropoliten von Stauropolis.  
| Titularbischöfe von Iasus |                                            |                                                    |                   |                  |
| Nr.                       | Name                                       | Amt                                                | von               | bis              |
| 1                         | Bartolomé Gascón                           |                                                    | 17. März 1727     |                  |
| 2                         | Emanuel Maria Graf von Thun und Hohenstein | Weihbischof in Trient (Italien)                    | 24. Juli 1797     | 11. August 1800  |
| 3                         | Ernst Maria Ferdinand von Bissingen        | Weihbischof in Konstanz (Deutschland)              | 23. Dezember 1801 | 12. März 1820    |
| 4                         | Etienne-Louis Charbonnaux MEP              | Apostolischer Vikar von Mysore (Indien)            | 8. Juli 1844      | 23. Juni 1873    |
| 5                         | Gaetano d’Alessandro                       | Koadjutorbischof von Cefalù (Italien)              | 24. März 1884     | 27. März 1888    |
| 6                         | John Joseph Keane                          | emeritierter Bischof von Richmond (Virginia) (USA) | 12. August 1888   | 29. Januar 1897  |
| 7                         | Gregorio Ignazio Romero                    | Weihbischof in Buenos Aires (Argentinien)          | 19. Juni 1899     | 21. Februar 1915 |
| 8                         | Antoni Laubitz                             | Weihbischof in Gnesen-Posen (Polen)                | 8. November 1924  | 17. Mai 1939     |
| 9                         | Salvador Martínez Silva                    | Weihbischof in Morelia (Mexiko)                    | 10. August 1940   | 7. Februar 1969  |